# Jesús Silva Porto
Jesús Silva Porto (Santiago de Compostela, España, 3 de junio de 1924-Madrid, 13 de junio de 2009) fue un jurista español y activo defensor de la monarquía en su país.

## Biografía
Fue miembro de una familia gallega vinculada a la localidad coruñesa de Arzúa. Entre sus cuatro hermanos destacó José Antonio Silva Porto, escritor, piloto y periodista, primer presentador del programa decano de información de la televisión española, "Informe Semanal". 
Estaba considerado un gran especialista en Derecho Penal. Cursó estudios de Derecho en la Universidad de Santiago de Compostela. Ejerció como profesor de derecho penal en la Universidad de Santiago y, posteriormente, en la de Sevilla. Ingresó por oposición en la Carrera Judicial y en la Carrera Fiscal, siendo Sevilla su primer destino profesional como Fiscal, donde fue destinado el 18 de febrero de  1955 y donde nacieron sus siete hijos. Se jubiló de la Carrera Fiscal en 1992, con categoría de Fiscal del Tribunal Supremo, como Fiscal Jefe del Tribunal Superior de Justicia de la Comunidad de Madrid, cargo para el que fue designado el 2 de junio de  1989. Pero durante su dilatada vida profesional compaginó su actividad en el ámbito judicial con periodos en el sector privado (en empresas inmobiliarias sevillanas o del ámbito de la publicidad exterior).
Desde su llegada a Sevilla y durante los años 60 se involucró activamente en círculos monárquicos de apoyo a Don Juan de Borbón, abuelo del actual Rey, por entonces residente en su exilio portugués de Estoril. En esa etapa fue designado miembro del Consejo Privado del Conde de Barcelona, un órgano creado para asesorar al entonces pretendiente al Trono de España y en el que se reunieron brillantes profesionales e intelectuales de la España de esos años. Una vez restablecida la Monarquía en la figura de su hijo Juan Carlos, fue uno de los impulsores y primer Secretario General de la Fundación Institucional Española (FIES), una institución creada para fortalecer y divulgar las ventajas de la institución monárquica en España en un periodo en el que aún se estaba consolidando en el trono el nuevo Rey Juan Carlos I.
Su vocación por el servicio público se vio reflejada en 1960, cuando se unió a un grupo de destacados jóvenes profesionales sevillanos seleccionados para integrar la Diputación de Sevilla por el entonces Gobernador Civil de Sevilla, el monárquico Hermenegildo  Altozano. Junto a brillantes profesionales de la época como el arquitecto Fernando  Barquín, Luis Ybarra, Carlos  Beca o Miguel Maestre Lasso de la Vega entre otros, representaron una época de esplendor de dicha institución. Con su empuje y compromiso por Sevilla aportaron un revulsivo a la ciudad e impulsaron ambiciosos proyectos urbanísticos y sociales que pretendieron modernizar Sevilla y aportar una visión vanguardista, hasta entonces desconocida en la España franquista. Ejerció como Diputado Provincial entre los años 1961 y 1964.  
En 1969 se trasladó a Madrid para asumir el 26 de abril de 1969, el cargo de Comisario General del Patrimonio Artístico Nacional en el entonces Ministerio de Educación, promovido por su amigo y mentor, el historiador y escritor onubense Florentino Pérez Embid (director general de Bellas Artes entre 1968 y 1974), siendo nombrado para dicho cargo el 26 de abril de  1969 por el entonces Ministro de Educación, José Luis Villar Palasí. Desde dicho cargo se impulsaron las primeras políticas públicas de defensa y restauración del patrimonio histórico español. El 16 de agosto de 1969 fue nombrado Vocal del Patronato del  Museo Nacional del Prado, el 20 de junio de 1970 vocal del Patronato de la Alhambra de Granada, y el 1 de febrero de 1971 vocal del Patronato de la cueva de Altamira de  Santander. Permaneció unido a Sevilla, donde regresó anualmente hasta poco antes de su muerte. De su época al frente del patrimonio histórico dejó numerosos legados y trabajos de restauración en la rica imaginería de Sevilla. Pero quizás el logro del que se sentía más orgulloso fue la restauración del Cristo del Cachorro, tras el incendio acaecido en su basílica del barrio sevillano de Triana el 26 de febrero de 1973. La hermandad le nombró Hermano de Honor en señal de gratitud y él correspondió convirtiéndose en uno sus más fervorosos cofrades, saliendo ininterrumpidamente en procesión cada Viernes Santo durante más de 30 años, la última en 2007.
El 30 de julio de 1979 fue nombrado primer Director General del Instituto Nacional de la Seguridad Social, siendo Ministro de Sanidad y Seguridad Social, Juan Rovira Tarazona, con el gobierno de UCD (Unión de Centro Democrático) presidido por Adolfo Suárez.
En sus últimos años siguió ejerciendo el Derecho como abogado y dedicó su natural vitalidad y espíritu emprendedor a la tarea de la Fundación También, de la que era su Presidente, una institución dedicada al fomento de actividades deportivas para personas con discapacidad que dirige su hija Teresa, que había sufrido un accidente entrenando para los campeonatos mundiales de parapente. Gran amante del deporte, afición que siempre inculcó y compartió con su hija Teresa, Jesús Silva Porto fue ante todo un hombre entusiasta que contagiaba su vitalidad y sus grandes valores entre quienes le rodeaban. Creyó desde siempre en el proyecto de la Fundación También y en el compromiso que ésta tenía con sus beneficiarios. Así escribía unos meses antes de fallecer en el boletín de la Fundación: “No podemos pararnos en lo conseguido, ya que todos nuestros beneficiarios confían en nosotros, (…) hay que seguir trabajando en más iniciativas para cumplir los fines que nos hemos impuesto”.
En el año 1961 se le otorga el Premio del Ateneo de Sevilla José Martínez Izquierdo. El 30 de junio de 1972, el Ministerio de Justicia le concedió la Cruz de Honor de San Raimundo de Peñafort.